# Ecchard de Mâcon
Ecchard, Eccard, Echard ou Ekkehard, né vers 810-815, mort en 876 ou 877 (ancien style), est un comte issu de la famille carolingienne des Nibelungides. Seigneur de Perrecy, il est comte de Chalon de 863 à 876 et comte d'Autun et de Mâcon de 873 à 876. Il est fils de Childebrand III, comte d'Autun, et de Dunna.

## Biographie
Il apparaît dans des chartes de 836 et 839 où l'empereur Louis le Pieux et son fils le roi Pépin Ier d'Aquitaine le qualifient de fidèle. Il hérite de Perrecy vers 838, dont il fait confirmer la possession par Pépin, puis par Louis le Pieux, mais qui lui sera contesté vers 875 par Wulfhard, abbé de Fleury. Il est aussi chargé de la forêt de Marnay, dans le Morvois.
En 858, il participe à la révolte des grands du royaume contre Charles le Chauve, mais semble ensuite rentré en grâce, puisque ce dernier l'investit en 863 du comté de Chalon, et qu'en 864 Chalon-sur-Saône fait partie des huit ateliers ayant le droit de frapper la monnaie. En 873, c'est le fils du roi, Louis II le Bègue, roi d'Aquitaine, qui lui confie les comtés d'Autun et de Mâcon,.
Son testament dressé au mois de janvier 876 s'est transmis jusqu'à nos jours. Ce dernier nous indique que le comte donne une partie de ses biens à ses parents, ses amis et compagnons et à l'Église, ainsi que son trésor comportant notamment de nombreux objets d'arts, de bijoux, d'orfèvrerie, des marbres, sa bibliothèque composée d'ouvrages religieux et profanes, deux jeux d'échecs, de riches vêtements, ses armes d'apparat (cavalier lourd) ainsi que des animaux qu'il possédait pour la chasse (chiens, éperviers, faucons). Il donne aussi, pris sur ses terres, 300 manses ou exploitations agricoles.
À sa mort, en 876, Boson, probablement neveu de son épouse, lui succède comme comte de Mâcon, de Chalon et d'Autun.

## Mariages
Il épouse en premières noces Albegundi, dont on ne sait pas grand-chose.
Il se remarie vers 863 avec Richilde, fille probable de Richard II, comte d'Amiens, donc sœur probable de Bivin de Gorze et tante probable de Boson, futur roi de Provence, de Richard le Justicier, duc de Bourgogne, et de Richilde, seconde femme de Charles le Chauve.
Il n'a pas eu de postérité de ces deux mariages.